# Taibugiden
Die Taibugiden waren ein wahrscheinlich einheimischer Clan im Khanat Sibir, das im 15./16. Jahrhundert bestand.

## Geschichte
Ein legendärer Khan On gründete das Khanat Sibir. Ihm wird die Unterwerfung der Chanten und Mansen zugeschrieben und wurde von einem gewissen Bek Dschingi erschlagen.
Sein Sohn Tajbugha wurde zum Namensgeber des Clans, der über eine längere Zeit mit den Schaibaniden um die Herrschaft im Khanat kämpfte.
Nachdem die Taibugiden unter Mamuk (auch Mahmet) die Scheibaniden unter Ibaq ungefähr 1495 besiegt hatten, verlegten sie die Hauptstadt des Khanates von Tschingi-Tura nach Kaschlyk (auch Isker bzw. Sibir). Mamuk mischte sich ferner 1496 in den Thronstreit im Khanat Kasan ein.
Der Taibugide Yadigar (auch Ediger) leistete ungefähr ab 1557 Tribut an das Zarenreich.
1563 besiegte ihn der Scheibanide Kütschüm Khan nach einer mehrjährigen Auseinandersetzung.
In der Endphase der Eroberung des Khanates Sibir durch die Russen ab 1581 kehrte Said Akhmat, Kütschüms taibugidischer Kontrahent, 1583 in das Khanat zurück und scharte nochmals eine Anzahl von Anhängern um sich.

## Vertreter
- On (legendär)
- Tajbugha, Sohn des On
- Hoja (Sohn Tajbughas)
- Mar (Sohn Hojas, vom Scheibandiden Ibaq getötet)
  - Obder (Sohn von Mar)
- Mamuk und Yabolak (Söhne von Obder) ca. 1500
- Qasim und Aguis (Söhne Yabolaks)
- Yadigar und Bekbulat (Söhne Qasims?) ca. 1530–1563 
  - Seidaq (oder Said Akhmat, Sohn von Bekbulat), Thronanwärter um 1584/8